# シュレースヴィヒ＝ホルシュタイン (フリゲート)
シュレースヴィヒ＝ホルシュタイン（ドイツ語：Schleswig-Holstein, F 216）は、ドイツ海軍のフリゲート。ブランデンブルク級フリゲートの2番艦。艦名はシュレースヴィヒ＝ホルシュタイン州に由来する。

## 艦歴
「シュレースヴィヒ＝ホルシュタイン」は、ホヴァルツヴェルケ＝ドイツ造船キール工場で1993年7月1日に起工し、1994年6月8日に進水、1995年11月24日に就役した。
国際連合レバノン暫定駐留軍（UNIFIL）ではドイツ軍部隊の旗艦を務めた。2009年には国際連合の下で多国籍から成るUNIFIL海上部隊の旗艦を務め、2010年5月19日からアフリカの角でのアタランタ作戦で展開中の「F210 エムデン」と交代し護衛任務に就き、同年8月30日に「F211 ケルン」と交代する。
2020年、艦対艦ミサイルをエグゾセMM38からハープーンに換装した。なおエグゾセは、1990年代に退役したハンブルグ級駆逐艦から転用したもので、初搭載時から40年以上が経過していた。
第2機動隊群第2フリゲート戦隊に所属し、ヴィルヘルムスハーフェンを母港としている。